# 贞陵站
貞陵站（：／ Jeongneung yeok */?）是牛耳新設線沿線的一座地下車站，位於韓國首爾特別市城北區貞陵洞，韓語副站名為「國民大入口」（국민대입구）。

## 車站結構
站體為2面2線側式月台的地下車站，候車月台設有月台幕門，並有2處出口。

### 月台配置
| 北汉山辅国门 ↑ |
| \| 上          |
| ↓ 誠信女子大學 |

| 月台 | 路線                  | 目的地         |
| ---- | --------------------- | -------------- |
| 上行 | ●首爾輕電鐵牛耳新設線 | 北汉山牛耳方向 |
| 下行 | ●首爾輕電鐵牛耳新設線 | 新設洞方向     |

## 歷史
- 2017年3月2日：贞陵站车站名正式确定。[1]
- 2017年9月2日：落成啟用。

## 車站周邊
- 西京大学
- 國民大學
- 首爾崇德初等學校
- 首爾貞水初等學校
- 首爾貞德初等學校
- 貞陵洞居民中心
- 敦岩2洞居民中心
- 阿里郎資訊圖書馆（朝鲜语：아리랑정보도서관）·媒体中心
- 貞陵（朝鲜语：정릉 (신덕왕후)）
- 阿里郎嶺
- 吉音站

## 圖片

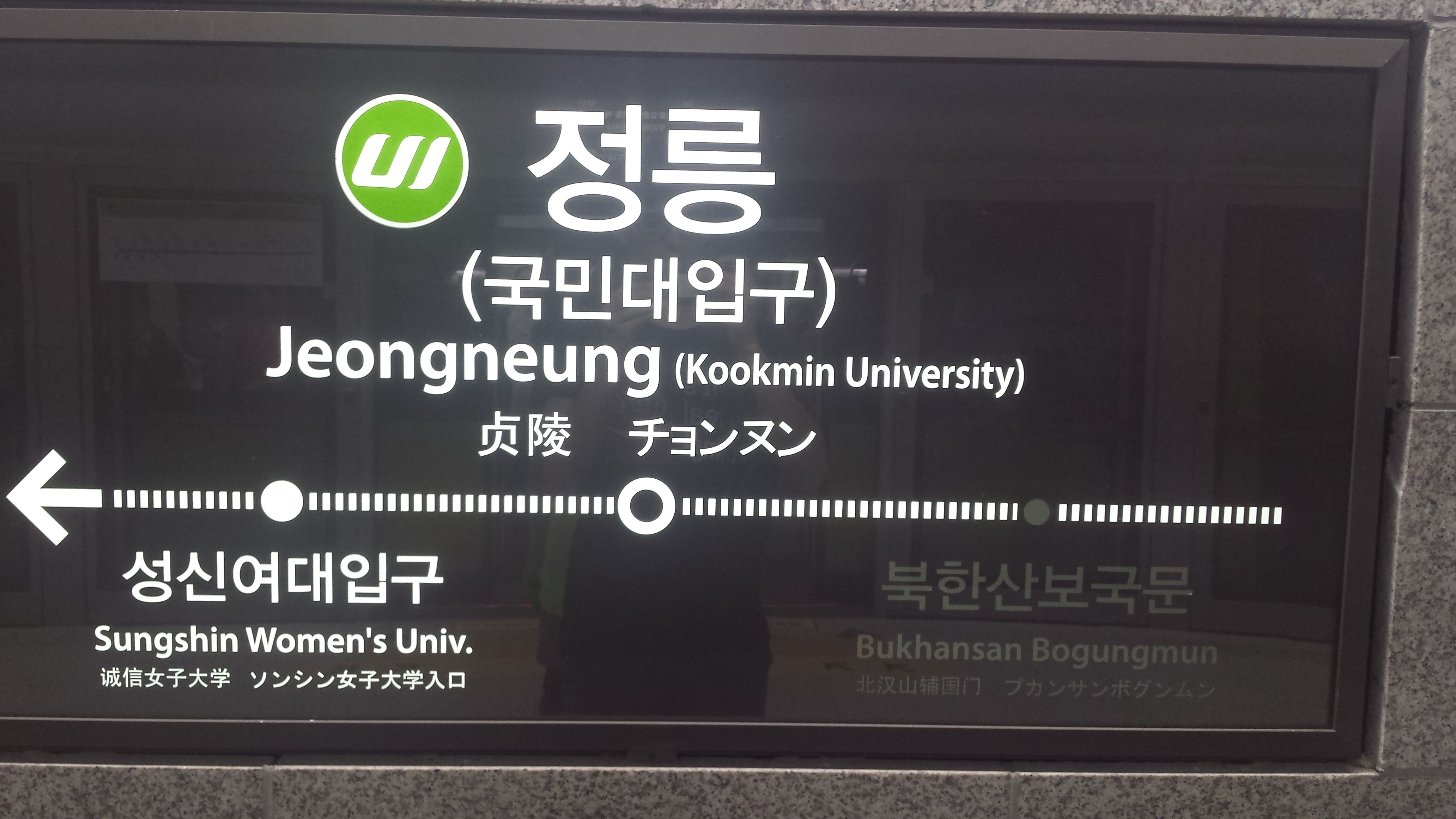
站名牌
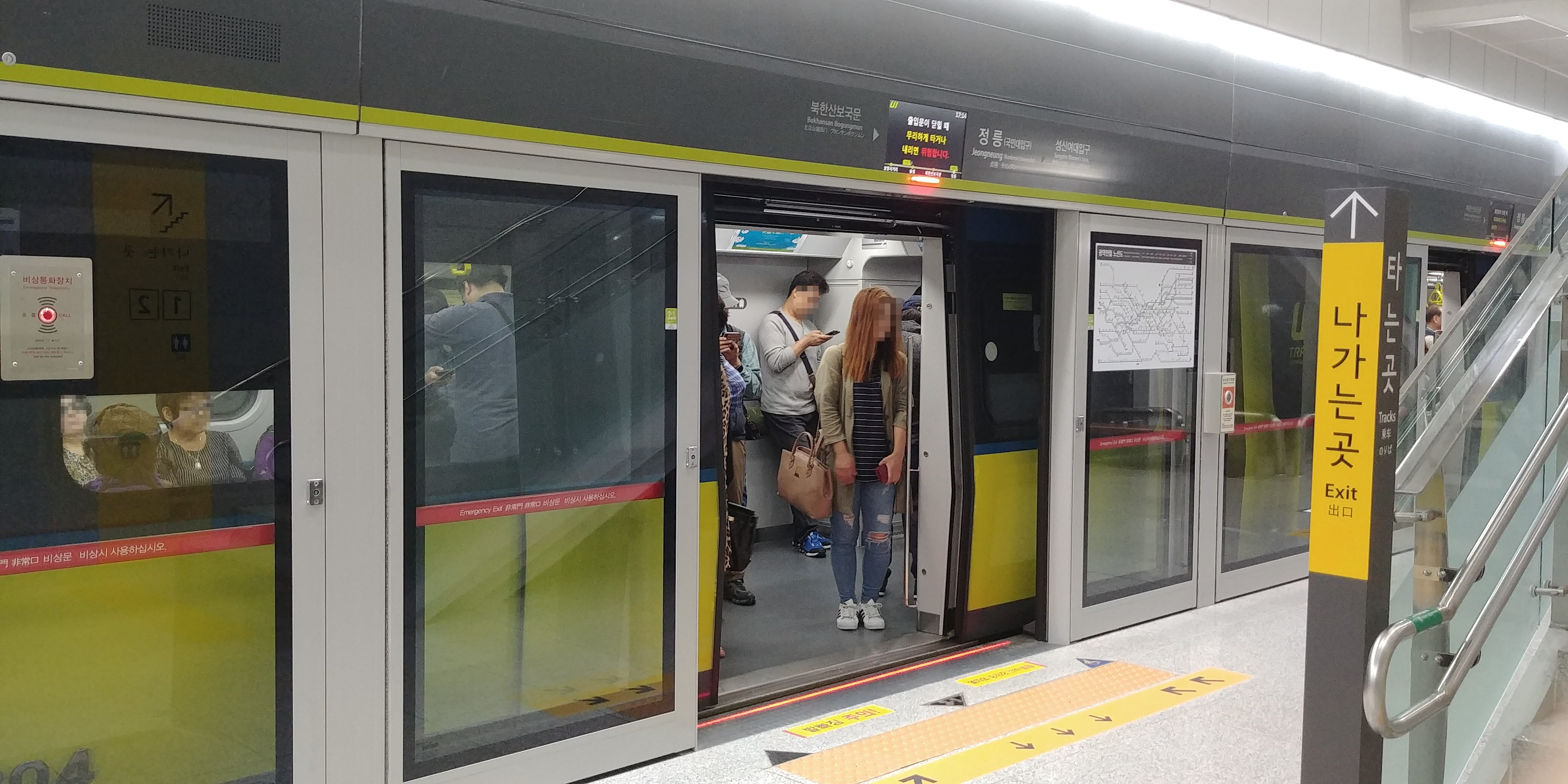
候車月台
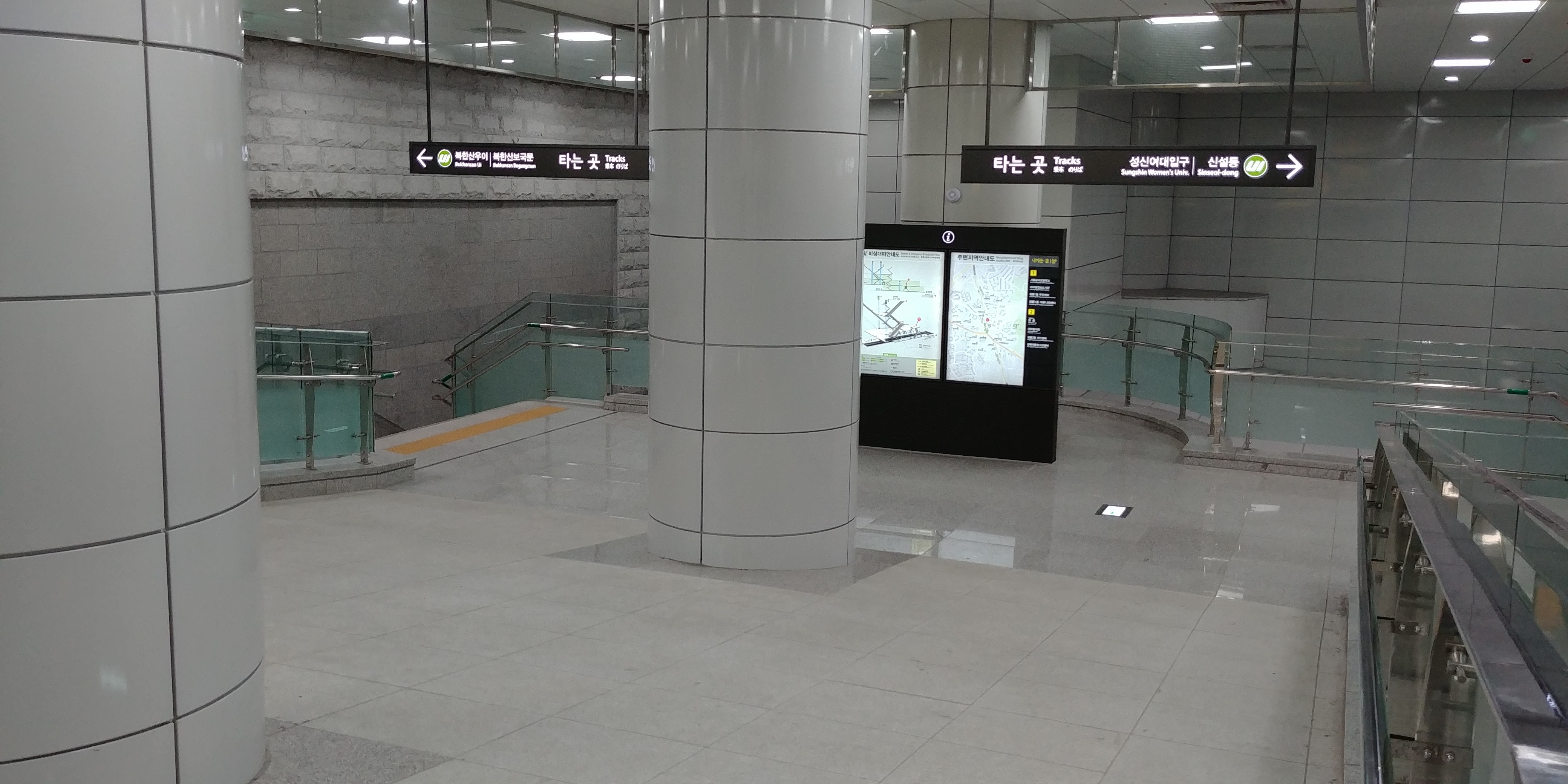
車站川堂

## 相鄰車站
牛耳新设轻电铁
●首爾輕電鐵牛耳新設線
北汉山辅国门（S118）－贞陵（S119）－誠信女子大學（S120）